# Ligne 16 du métro de Shanghai
Pour les articles homonymes, voir Ligne 16.
La ligne 16 du métro de Shanghaï est une ligne, du réseau métropolitain de la ville de Shanghai, en Chine. La ligne dessert le sud-est de la ville, et en particulier le district de Pudong, entre les stations route Longyang (龙阳路站) et lac Dishui (滴水湖站). Elle fut originellement désignée comme la ligne 21, devant être la partie sud de la ligne 11.
La ligne est longue de 58,962 kilomètres et dessert 13 stations. Sa construction a débuté en 2009, et la mise en service eut lieu le 29 décembre 2013. La seconde phase fut complétée lors de l'année 2014 et sa mise en service eut lieu le 28 décembre 2014.
La ligne permet une connexion avec les lignes 2, 7, 11, et dans un avenir proche avec les lignes 13 et 18.